# 1-й Офицерский генерала Маркова полк
1-й Офице́рский генера́ла Ма́ркова полк — первая из войсковых частей Добровольческой армии (впоследствии ВСЮР и Русской Армии), получивших именное шефство одного из основоположников Белого движения на Юге России Генерального штаба генерал-лейтенанта С. Л. Маркова.

## История
4 (17) ноября 1917 года генерал Алексеев в Новочеркасске посетил лазарет № 2 по Барочной улице, после чего из первых добровольцев была организована Офицерская рота. Эта рота за несколько месяцев за счёт пополнений была развёрнута в 3 отдельных офицерских батальона. Дата 4 ноября и считается датой зарождения полка. Специальной комиссией офицеров 1-го батальона была утверждена форма батальона, аналогичная форме ударных частей. Основное отличие — чёрные погоны.

### Формирование полка
С началом Первого Кубанского похода в станице Ольгинской было произведено переформирование Добровольческой армии путём сведения мелких частей в более крупные соединения. 12(25) февраля 1918 года, полк был сформирован из 1-го, 2-го и 3-го Офицерских батальонов, Ударного дивизиона Кавказской кавалерийской дивизии, части 3-й Киевской школы прапорщиков, Ростовской офицерской и Морской рот, как Сводно-офицерский полк, получивший в дальнейшем именное шефство своего первого командира генерала Маркова. Первоначально состоял из 4 рот и команды связи и подрывников при 13 пулемётах. В середине марта 1918 в полк вторым батальоном был включён Особый Юнкерский батальон (5-я и 6-я роты).
Уже в ходе Ледяного похода Сводно-Офицерский полк стал называться Офицерским, с середины марта 1918 года он входил в состав 1-й пехотной бригады под началом генерала Маркова. 27 мая (9 июня) 1918 года был переименован в 1-й Офицерский полк.
25 июня 1918 года, в самом начале Второго Кубанского похода, в бою у станции Шаблиевка был убит генерал Марков, командовавший к этому времени 1-й пехотной дивизией Добровольческой армии. Уходивший красный бронепоезд сделал последние выстрелы, и осколком одного из снарядов была снесена часть головы генерала, наблюдавшего со стога за ходом боя Ныне в этом уже городе — Сальске — генералу Маркову поставлен памятник.
На построении полка его командир полковник Тимановский сказал:

«Отныне каждый чин полка носит имя первого командира. Не будет с нами генерала Маркова, но он будет жить в сердцах всех нас и незримо вести нас, руководить нами. Мы увековечим его память своей жертвенной любовью к Родине, непоколебимым духом, своими делами, пример которых он показал нам. Мы в рядах полка его имени будем выполнять свой долг с полной верой, что Россия снова будет Великой, Единой и Неделимой. Чтобы укрепить нашу духовную связь с Шефом, устанавливается день полкового праздника в день его Ангела — 25 сентября, день, посвящённый Святому Сергию Радонежскому».

На чёрных, марковских погонах отныне был вензель генерала Маркова: «М» и вензель — «Г. М.» для 1-й роты полка — «роты генерала Маркова».
По завершении Второго Кубанского похода почти без передышки полк был переброшен в Каменно-угольный бассейн, где совместно с другими частями Добровольческой армии вёл тяжёлые бои против махновцев и красноармейцев. В феврале 1919 года состав полка — 800 штыков при 20 пулемётах. Понёс потери в боях до 300 человек, но был пополнен добровольцами и достиг численности в 1500 человек при 30 пулемётах — 4-м батальоном стал сводный батальон из Сибирского и Кабардинского полков в 400 штыков, прибывший из Южной армии. Питание и снабжение марковцев было очень скудным, большие потери несла и эпидемия тифа. Погиб в бою уважаемый всеми за храбрость полковник Булаткин, а командир полка Сальников отрешён от командования из-за конфликта с личным составом. В дальнейшем полк участвовал в походе на Москву.
27 мая с боем был форсирован Северский Донец. Марковцы получили английское обмундирование, и их строй принял однообразный вид, как и положено воинской части.
Полк участвовал в боях по занятию Белгорода, отражал наступление 14-й армии РККА под Купянском, потеряв до 800 человек убитыми и ранеными. Полк нёс потери в постоянных боях и пополнялся в основном пленными красноармейцами. Офицерской в его составе осталась только 1 рота, да и в ней рядовых было больше половины.
Обеспечивая правый фланг корниловцев, наступающих на Орёл, полк 19 сентября с тяжёлыми боями берёт Ливны. Наступает на Елец, но в тяжёлых встречных боях сминается частями красных и вынужден отступить на юго-запад, единственное свободное направление к своим. Далее в метели и мороз последовало отступление «дорогой смерти» по чугуевским лесам с постоянными боями в почти полном окружении. Несколько деревень, в которых местные жители убили марковских офицеров, были сожжены.
В Славянске был оставлен дивизионный госпиталь с ранеными.

### Выделение кадров на формирование дивизии
Приказом от 25 июля 1919 года началось формирование 2-го Офицерского генерала Маркова полка. Окончательно он был сформирован 27 августа 1919 года в Харькове на базе 4-го и запасного батальонов и офицерского кадра 7-й роты Марковского полка. Численность полка 3500 штыков, в том числе 400 офицеров в 2 офицерских ротах, при 40 пулемётах.
16 октября 1919 года был сформирован 3-й Офицерский генерала Маркова полк. Его формирование велось с сентября и проходило в Харькове на базе 9-й офицерской роты 1-го полка.
Приказом Главнокомандующего ВСЮР от 27 октября 1919 года 1-я пехотная дивизия, куда входили все три Марковских полка, была разделена на Корниловскую ударную и Офицерскую генерала Маркова пехотную дивизии. Помимо марковских полков в состав образованной дивизии вошла Артиллерийская генерала Маркова бригада, сформированная 28 октября 1919 года на базе 1-й артиллерийской бригады, а также 1-я отдельная инженерная генерала Маркова рота. Весной-осенью 1919 года были созданы запасные батальоны Марковской дивизии — один на всю дивизию и по одному на каждый полк, кадры которых шли на пополнение боевых частей. В таком составе дивизия входила в состав 1-го армейского корпуса.
Полковая форма к этому времени состояла из чёрных гимнастёрки и галифе, чёрных с белым кантом погон, фуражки с чёрным околышем и белой тульёй. Носили её только заслуженные ветераны полка. Основной состав имел только чёрные погоны и чёрно-белые фуражки.
31 декабря 1919 года в ходе отступления ВСЮР Марковская дивизия в Донбассе попала в окружение в селе Алексеево-Леоново и потеряла половину личного состава. 1-й Офицерский полк вырвался из окружения в числе 300 человек при 5 пулемётах.
Для пополнения состава дивизии запасные батальоны в январе 1920 года были расформированы и полностью направлены в строевые части. После восстановления численности дивизии — 641 офицер и 1360 солдат, она разгромила Ейское восстание большевиков и успешно держала оборону южнее Ростова-на-Дону. Марковские полки в составе Добровольческого корпуса 7 февраля, переправившись через Дон, с боем захватили Ростов-на-Дону. Но при отступлении армии Деникина вглубь Кубани Марковская дивизия вновь потерпела поражение, смятая красной кавалерией, 29 февраля в бою у станицы Ольгинская, в которой 2 года назад и был сформирован Офицерский полк, после чего 1 марта дивизия была сведена в Сводно-Офицерский генерала Маркова полк в 500 штыков и около 400 раненых отправлено в тыл. Командующим был назначен полковник А. Н. Блейш. Артиллерийская бригада была сведена в Отдельный артиллерийский генерала Маркова дивизион, конные сотни — в Конный дивизион.
Марковцы были отведены в Новороссийск. Влитые пополнения позволили вновь развернуть Марковскую дивизию в составе 3 полков и артиллерийской бригады. Общий состав дивизии достиг почти 3800 человек — из них 906 офицеров - при 10 орудиях и 72 пулемётах. При этом 1-й Офицерский генерала Маркова полк состоял из 284 офицеров при 549 солдатах — этот полк был самым многочисленным в дивизии. По другим данным дивизия имела всего 900 человек личного состава, из них 245 офицеров.
После эвакуации марковских частей из Новороссийска в Крым 26 марта 1920 года, дивизия была восстановлена. В Крыму она вошла в состав образованного 1-го армейского корпуса. Дивизия была 5 эшелонами переброшена из Севастополя в Симферополь и пополнена до почти 4,5 тыс. человек, причём 1-й полк состоял из 1043 человек (375 из которых были офицерами) при 27 пулемётах. В частях свирепствовал тиф, но части проводили учения, пополняли запасы вооружений и боеприпасов, даже маршировали с оркестром по улицам города для поднятия обывателей.
11 мая 1920 года после переименования ВСЮР генералом П. Н. Врангелем в Русскую армию, Офицерская генерала Маркова дивизия была переименована в Пехотную генерала Маркова дивизию (в соответствии с этим переименованием «пехотными» стали называться и полки дивизии). Летом 1920 года в составе дивизии были вновь созданы запасные батальоны полков и дивизии (последний предназначался для развёртывания в 4-й полк, формирование которого было начато в октябре). В составе 1-го армейского корпуса Марковская дивизия участвовала в боях в Северной Таврии, Заднепровской операции. В марковские части выли влиты малочисленные Белозерский, Кабардинский, Олонецкий, Якутский, Наваганский полки и Отдельный Сибирский стрелковый офицерский батальон. 1-й марковский полк совместно с со своей дивизией провёл многодневные бои в районе Андребург-Гейдельберг. К 1 сентября полк имел в составе 500 штыков при 20 пулемётах. Такими же по составу были и 2-й и 3-й полки. 6 сентября марковцами был захвачен Александровск. Занят о. Хортица. 25 сентября с боем форсирован Днепр. В боях с бригадой московских курсантов дивизия несла потери. Отступила обратно за Днепр.
В этот период на роту приходилось всего по 4-5 офицеров и столько же старых преданных солдат. Пополнения в полк поступали из бывших красноармейцев, проходивших небольшое обучение в запасном батальоне. Однажды был вскрыт заговор в одном из запасных батальонов по убийству офицеров и переходу на сторону красных. 23 человека было немедленно арестовано и расстреляно.
14 октября в сражении под Днепровкой марковцы были смяты атакующим противником, контратака в штыки не смогла изменить ситуации. Дивизия отступила, генерал Третьяков застрелился. Марковцы с трудом смогли пробиться в Крым, 21 октября отступив к Геническу. В полку было всего 400 штыков, во всей дивизии — 900.
Отходили по Арабатской стрелке. Были переброшены в Джанкой и на Юшуньские позиции, которые обороняли совместно с корниловцами и бронепоездами «Георгий Победоносец» и «Генерал Марков».
Бригада из 1-го и 3-го Марковского пехотных полков, которой командовал полковник П. Я. Сагайдачный, участвовала в последних боях Русской армии генерала Врангеля в Крыму в ноябре 1920 года.
30 октября они охраняли Чонгарский перешеек. Приказ отступать им во время не доставили. Все белогвардейские части ушли, даже бронепоезд. Полковник понял, что надо быстро принимать решение, и, подчинив 3-й полк, спешно повёл бригаду на юг. Вскорости прискакал казак с донесением, что надо отступать — с опозданием в 3 часа. Но марковцы почти догнали свою уходившую колону. Параллельно им шла многочисленная красная конница. Впереди со станции Курман-Кемельчи отстреливаясь ушли белые бронепоезда, и марковцы оказались в окружении. Сомкнувшись в каре совместно со Сводно-Гвардейским батальоном они залпами и пулемётами сдерживали красную кавалерию, но она смогла врубиться в их ряды. Наступившие ранние сумерки позволили им отступить.
31 октября марковцам вручаются наградные знамёна ордена Святителя Николая Чудотворца, также как и корниловцам и дроздовцам. Марковцы были представлены к этим наградам ещё за бои в Северной Таврии, но получили знамёна уже при эвакуации. Всего 29 марковцев было награждено новым орденом. Общие потери марковцев за период боёв с февраля 1918 по ноябрь 1920 года составили убитыми до 6 тыс. человек и почти 24 тыс. ранеными.
В начале ноября 1920 года дивизия вместе с другими частями Русской армии эвакуировалась из Крыма. 14 (27) ноября в Галлиполи остатки дивизии были сведены в Марковский полк и Марковский артиллерийский дивизион, общей численностью в 2050 человек. Полк разместился в долине «Роз и смерти». Были открыты полковые офицерские курсы, спортивные команды, церковь, театр, баня.
Для чинов полка в эмиграции был установлен нагрудный знак в виде чёрного мальтийского креста с белой узкой каймой, в центре — чёрный прямоугольник с пересекающимися по диагонали линиями, окружённый серебряным терновым венком; на концах креста даты: «12», «фев», «19», «18».
В 1922 году после переезда в Болгарию марковцы прекратили своё существование как отдельные воинские части, войдя в РОВС в 1924 году.
В период Второй мировой войны часть марковцев служила в Русском охранном корпусе и РОА.

### Политические взгляды
В советской историографии марковцев зачастую называли монархистами-черносотенцами, но чины полка придерживались разных политических взглядов. Были и монархисты, но и откровенные социал-революционеры, которые находили взаимопонимание с рабочими и успешно их агитировали вступать в ряды полка.

### Традиции
Полковой марш — марш 13-го Белозерского пехотного полка.
В эмиграции марковцы свято хранили традиции своего полка, сохранив в нескольких выпущенных книгах воспоминания о боях и лишениях Гражданской войны.

## Командиры полка (до формирования в дивизию)
- генерал-лейтенант С. Л. Марков (12 февраля — середина марта 1918 г.)
- генерал-майор А. А. Боровский (середина марта — 20 апреля 1918 г.)
- полковник Н. Н. Дорошевич (20 — 21 апреля 1918 г.)
- полковник И. К. Хованский (21 — 27 апреля 1918 г.)[5]
- полковник Н. С. Тимановский (27 апреля — 13 (16) октября 1918 г.)
- генерал-майор Н. Н. Ходаковский (9 (22) октября — 26 октября (8 ноября) 1918 г.) (в октябре 1918 ранен)
- полковник Наркевич (врио, октябрь — 19 ноября 1918 г.)
- полковник ГШ К. И. Гейдеман (14 (27) ноября — 19 ноября (2 декабря) 1918 г.) (3 декабря 1918 убит в бою)
- полковник А. С. Булаткин (врио, 19 ноября — 13 декабря 1918 г.)
- полковник ГШ Д. Н. Сальников (27 ноября 1918 — март 1919 г.) (снят с должности из-за конфликта с личным составом)
- полковник А. Н. Блейш (март 1919 — ноябрь 1919 г.)

## Командиры полка (после формирования в дивизию)
- полковник И. П. Докукин (врио) (ноябрь 1919 г.)
- полковник Д. А. Слоновский (ноябрь — декабрь 1919 г.)
- капитан (полковник) Д. А. Марченко (4 января 1920 — 12 октября 1920 г.)
- полковник Д. А. Слоновский (12 октября — середина октября 1920 г.)
- подполковник Г. А. Лебедев (середина октября — 3 ноября 1920 г.) (убит)
- капитан В. В. Коломацкий (врио) (ноябрь 1920 г.)
- полковник Д. А. Марченко (с 21 октября 1920 г. — до эвакуации из Крыма)

## Командиры полка (в эмиграции)
- полковник И. П. Докукин (и.д.) (декабрь 1920 г.)
- генерал-майор М. А. Пешня (ноябрь 1920—1936)
- полковник Д. А. Марченко (с 1936)
- генерал-майор Г. В. Жданов (1936 — после 1943)

## Начальники дивизии
- 10.11.1919 — 18.12.1919 — генерал-майор Н. С. Тимановский (умер от тифа) (начальник штаба полковник А. Г. Биттенбиндер)
- 18.12.1919 — 22.12.1919 — полковник А. Г. Биттенбиндер (врио)
- 22.12.1919 — 06.01.1920 — полковник А. Н. Блейш (врио)
- 06.01.1920 — 29.02.1920 — генерал-лейтенант П. Г. Канцеров
- 29.02.1920 — 18.03.1920 — полковник А. Н. Блейш (умер от тифа 24 марте 1920)
- март 1920 — полковник П. Н. Машин (врио) (несколько дней в марте 1920 г. замещал полковника Блейша)
- 08.04.1920 — 27.10.1920 — генерал-майор Н. А. Третьяков (застрелился)
- 27.10.1920 — 03.11.1920 — генерал-майор В. В. Манштейн (врио)
- с ноября 1920 — генерал-майор М. А. Пешня (в Галлиполи)